# Katoptrite
La katoptrite è un minerale.